# Raggio sismico
Il raggio sismico è comunemente noto come il percorso lungo cui viaggia l'energia trasportata dal campo d'onda associato ad una particolare onda sismica.

## Definizioni alternative
Esistono tuttavia numerose diverse definizioni di raggio sismico:
1. Il percorso in grado di minimizzare il tempo di percorrenza fra sorgente e ricevitore, secondo il Principio di Fermat.
2. La soluzione dell'equazione dell'elastodinamica ad alta frequenza, secondo la Teoria del raggio sismico